# Tepetzintla (östra Tamazunchale kommun)
Tepetzintla är en ort i Mexiko.   Den ligger i kommunen Tamazunchale och delstaten San Luis Potosí, i den sydöstra delen av landet, 200 km norr om huvudstaden Mexico City. Tepetzintla ligger 226 meter över havet och antalet invånare är 191.
Terrängen runt Tepetzintla är kuperad åt sydväst, men åt nordost är den platt. Runt Tepetzintla är det ganska tätbefolkat, med 86 invånare per kvadratkilometer. Närmaste större samhälle är Tamazunchale, 6,8 km nordväst om Tepetzintla. I omgivningarna runt Tepetzintla växer huvudsakligen savannskog.